# Merouane Anane
Merouana Anana (31 mei 1990) is een Algerijns voetballer die bij voorkeur als middenvelder speelt. Hij stroomde in 2010 door vanuit de jeugd van CR Belouizdad. Anane speelde vijf wedstrijden voor het nationale beloftenelftal.
1 Ousserir ·
2 Abdat ·
4 Mameri ·
5 Mebarki ·
6 Mekehout ·  
7 Bousehaba ·
9 Slimani ·
11 Aït Ouamar ·
12 Kherbache ·
13 Anane ·
14 Naïli ·
16 Dahmane ·
17 El Amine Aouad ·
18 Rebih ·
19 Bourakba ·
20 Aksas ·
21 Hérida ·
22 Mohammed ·
24 Boukedjane ·
26 Maâziz · 
27 Benabderahmane ·
28 Ammour ·
29 Boukria ·
30 Khellaf ·
Coach: Solinas